# Ca l'Anton
Ca l'Anton es una entidad de población española del municipio de Torre de Claramunt, perteneciente a la provincia de Barcelona, en la comunidad autónoma de Cataluña. En 2023, la entidad singular de población tenía empadronados 305 habitantes y el núcleo de población, 303.